# Eivar Widlund
Eivar Widlund (1 de janeiro de 1906 - 31 de março de 1968) foi um futebolista sueco. Ele competiu na Copa do Mundo FIFA de 1934, sediada na Itália.